# Parotite ricorrente
Per  parotite ricorrente in campo medico, si intende un'infiammazione cronica della parotide. Per essere definita cronica gli attacchi generalmente sono in numero di 3-4 per anno. Si sono registrati casi anche di 20 episodi nei 12 mesi. Solitamente è unilaterale.

## Epidemiologia
Colpisce prevalentemente i maschi in età infantile mentre negli adulti si manifesta maggiormente nel sesso femminile (il rapporto è 7,5 a 1).

## Sintomatologia
Fra i sintomi e i segni clinici ritroviamo febbre e arrossamento. Si mostra sialectasia che in tempi recenti viene diagnosticata attraverso l'ECO.

## Eziologia
La causa esatta non è chiara. Si è recentemente riscontrato un possibile rapporto con alcune malocclusioni dentarie (vedasi bibliografia)

## Terapia
Si somministrano analgesici.